# ساشا ستون
ساشا ستون (بالإنجليزية: Sasha Stone)‏ هي ناقدة سينمائية وصحفية أمريكية، ولدت في 11 مارس 1965 في لوس أنجلوس في الولايات المتحدة.

## وصلات خارجية
- ساشا ستون على موقع روتن توميتوز (الإنجليزية)

- الموقع الرسمي